# 新潟県公安条例事件
新潟県公安条例事件（にいがたけんこうあんじょうれいじけん）とは日本の判例。本判決は、公安条例について初めて最高裁判所として判断を示したものである。

## 概要
在日朝鮮民主青年同盟長野支部副委員長Xと日本共産党上越地区委員会書記Yは昭和24年（1949年）4月8日午後3時頃に新潟県高田市の国家地方警察新潟県中頸城地区警察署庁に数百人で押しかけ、前日に密造酒事件による酒税法違反で一斉に逮捕された約30人の釈放を求めて新潟県公安条例が規定した高田市公安委員会の許可を受けることなく大衆示威運動を行った。
昭和24年（1949年）12月6日に新潟地裁でXは懲役4ヶ月、Yは懲役3ヶ月の実刑判決を受けた。被告らは控訴するも、東京高裁は、昭和25年（1950年）10月26日に控訴を棄却した。被告らは「公安条例が集会の自由を規定する日本国憲法第21条に違反する」「Xは長野県在住で新潟県の公安条例は適用されない」を理由として上告した。
1954年11月24日に最高裁は以下のように判示して上告を棄却し、新潟県公安条例の合憲性及び有罪判決が確定した。
- 集団示威運動について一般的な許可制を定めることは憲法の趣旨に反し、許されない。
- 公共の秩序を保持し、または公共の福祉が著しく侵されることを防止するため、特定の場所または方法につき、合理的かつ明確な基準の下に、許可制は許される。
- 公共の安全に対する明らかな差し迫った危険（明白かつ現在の危険）があるときの不許可は許される。
- 条例のこの効力は、法令又は条例に別段の定めある場合、若しくは条例の性質上住民のみを対象とすること明らかな場合は除き、条例の効力は原則として属地的に生ずるものと解すべきであり、公安条例は、例外規定はなく新潟県の地域内においては新潟県民以外に対してもその効力を及ぶ。

藤田八郎最高裁判事は、新潟県公安条例について「およそ問題となるべき行列行進又は公衆の集団示威運動のほとんどすべては徒歩又は車両で道路公園その他公衆の自由に交通することができる場所を行進し、又は占拠しようとするものであるので、本件条例の掲示のような場所方法による集団行動の全てを許可制にかかるとすることはとりもなおさず、この種の行動に対する一般的、抽象的な抑制に外ならない」「かかる行動の公安を害する恐れあるか否かの判定は公安委員会の極めて広範な自由裁量に委ねられている」として新潟県公安条例を違憲とする反対意見を出した。